# Blackshear
La ville de Blackshear est le siège du comté de Pierce, dans l’État de Géorgie, aux États-Unis. Elle comptait 3 445 habitants lors du recensement de 2010.

## Démographie
| 1860 | 1870 | 1880 | 1890 | 1900 | 1910  |
| ---- | ---- | ---- | ---- | ---- | ----- |
| 319  | 490  | 778  | 656  | 876  | 1 235 |

| 1920  | 1930  | 1940  | 1950  | 1960  | 1970  |
| ----- | ----- | ----- | ----- | ----- | ----- |
| 1 329 | 1 817 | 2 010 | 2 271 | 2 482 | 2 624 |

| 1980  | 1990  | 2000  | 2010  | - | - |
| ----- | ----- | ----- | ----- | - | - |
| 3 222 | 3 263 | 3 283 | 3 445 | - | - |

## Presse
Le journal local est le Blackshear Times.